# Henry Chapier
Henry Chapier (Bucareste, 14 de novembro de 1933 — Bucareste, 27 de janeiro de 2019) foi um jornalista, crítico de cinema, apresentador de televisão e cineasta francês.
O seu primeiro filme "Sex Power" ganhou o prémio Concha de Prata para melhor direção em 1970 no Festival Internacional de Cinema de San Sebastián.